# Барвице (гмина)
Барвице (пол. Barwice) — гмина (волость) в Польше, входит как административная единица в Щецинецкий повет, Западно-Поморское воеводство. Население — 8947 человек (на 2005 год).